# ستيف بانون
ستيفن كيفين بانون (مواليد 27 نوفمبر 1953) هو مساعد سابق للرئيس دونالد ترامب وشغل سابقًا منصب كبير مستشاري الرئيس للشؤون الاستراتيجية، أدخله ترامب مجلس الأمن القومي منذ 28 يناير 2017، ولاحقًا عزله عن المجلس في أبريل 2017. تولي منصب «رئيس الموظفين التنفيذيين» للحملة الانتخابية الرئاسية لترامب في 2016.
قبل أن يبدأ بانون العمل السياسي شغل المقعد التنفيذي لشبكة «بريتبارت» الإخبارية والمحسوبة على اليمين المتطرف. غاب بانون عن شبكة «بريتبارت» من أجل العمل في الحملة الانتخابية، وبعد انتهاء الانتخابات أعلن بانون استقالته من «بريتبارت».

## النشأة، العائلة والتعليم
ولد ستيفن كيفين بانون في 27 نوفمبر 1953 في نورفولك، فيرجينيا. أمه دوريس هر و والده مارتين بانون، و الذي كان يعمل كعامل في خطوط التليفونات . فعائلته كانت من الطبقة العاملة من ذوي الأصول الأيرلندية الكاثوليكية. . تخرج من جامعة فيرجينيا للتقنية في 1976 بدرجة البكلوريوس في التخطيط العمراني و هو يحمل أيضا درجة الماجيستير دراسات الأمن القومي من جامعة جورج تاون قسم الخدمة الدولية. في 1985، حصل بانون على درجة الماجيستير في إدارة الأعمال مع الشرف من كلية هارفارد للأعمال و التابعة لجامعة هارفارد.

## خدمته في البحرية الأمريكية
كان بانون ضابط بالبحرية الأمريكية لمدة سبع سنوات في أواخر السبعينات وأوائل الثمانينيات، وكانت خدمته على المدمرة «يو إس إس بول فوستر» كضابط عمليات بحرية سطحية في إسطول المحيط الهادي ثم مساعد خاص لرئيس العمليات البحرية بالبنتاجون.

## التاريخ الوظيفي

### الاستثمار المصرفي
بعد خدمته العسكرية، عمل بانون لدى جولدمان ساكس كمستثمر مصرفي في إدارة الدمج و الإستحواذ. في 1990، أطلق بانون برفقة بعض من زملائه بجولدمان ساكس «متجر استثمار مصرفي» باسم «بانون و شركاه» و متخصص في الإعلام. و من خلال «بانون و شركاه»، قام بانون بمفاوضات بيع «كاسل روك للترفيه» (كاسل روك إنترتانمينت)، شركة إنتاج سينمائية و تليفزيونية أمريكية، لصالح «تيد تيرنر»، مؤسس شبكة «سي إن إن» الإخبارية و مالك «استديوهات يونيفرسال لإنتاج الأفلام». و كمقابل وافق «بانون و شركاه» على الحصول على حصة مشاركة مالية في خمس عروض تليفزيونية و منها مسلسل السيت كوم الشهير «ساينفيلد». في عام 1998 قامت مجموعة مجموعة «سوسيتيه جنرال» للخدمات المالية و المصرفية، الفرنسية، بشراء شركة «بانون و شركاه» .

### القطاع البيئي
في 1993، وبينما كان لا يزال يدير «بانون وشركاه»، تم اختياره «قائم بأعمال» مدير مشروع «بايوسفير 2» البحثي في أوراكل بولاية أريزونا. وهو المحاولة العجيبة التي قام بها البليونير الأميركي إيد باس لبناء مكان صحي شبيه بالبيئة الموجودة على سطح الأرض. وهو هيكل مدهش بني من الفولاذ والزجاج جنوب الصحراء في ولاية آريزونا، وكلف عند بنائه في عام 1991 قرابة 200 مليون دولار. و كان، وما زال بالرغم من بعض التسريبات، البناء الأكثر إحكاما للهواء في العالم و يغطي البناء مساحة 3 هكتارات ويبدو أشبه بهرم مؤلف من 6000 آلاف لوح زجاجي ويصل ارتفاعه قرابة 30 مترا. و قد صمم البيوسفير 2 ليكون مقرا للأبحاث البيئية، ونموذجا لمستعمرة فضائية.
أقفل المكان لمدة عامين كاملين على أربعة رجال وأربع نساء، بدون أية مساعدة من العالم الخارجي، كان عليهم إنتاج حاجتهم من الأكسجين والغذاء، وإعادة تدوير مياههم والمحافظة على ذلك التوازن البيئي الهش.
تحت إدارة بانون، و بعد فشل التجربة، تحول تركيز الأبحاث من أبحاث المستعمرات واستكشاف الفضاء إلى أبحاث التلوث و الإحتباس الحراري.
ترك بانون المشروع في 1995.

### الأفلام و الإعلام
أصبح بانون في 1990 منتج منفذ في «هوليوود لصناعة الأفلام و الإعلام». انتج بانون 18 فيلما بداية من فيلم الجريمة «العداء الهندي» 1991 من إخراج «شين بن» حتى 1999، و كمنتج منفذ أيضا، لفيلم التراجيديا «تايتيس» (Titus) من إخراج «جولي تايمور». أصبح بانون شريكا لـ «جيف كواتينيتز» في شركة «ذا فيرم»، أحد الشركات العاملة في إدارة المواهب و الإنتاج التليفزيوني.
في عام 2004، قام بانون بتأليف وإخراج فيلم «في وجه الشر»، وثائقي عن رونالد ريجان. و من خلال هذا الفيلم تعرف على «بيتر شوايتزر»، مؤلف كتاب «حرب ريجان» و روائي مؤلف وسياسي أمريكي. كما تعرف على الناشر «أندرو بريتبارت»، والذي سيقوم لاحقا بوصف بانون بأنه لحركة حزب الشاي مثله مثل «لني ريفينستال» الفنانة و المخرجة النازية والتي اشتهرت بابتكارها لتقنيات مبدعة في مجال التصوير السينيمائي والإخراج، و وصفت بي بي سي أفلامها الوثائقية النازية على أنها طفرة في عالم صناعة الأفلام. كما شارك بانون في تمويل وإنتاج عدد من الأفلام مثل «نيران من هارتلاند: صحوة المرأة المحافظة» و«الغير مهزومة: ساره بالين» و«نزع القناع عن الإحتلال».
في عام 2006، اقنع بانون «جولدمان ساكس» للإستثمار في شركة «إنترنت جايمينج إنترتاينمينت» IGE. بعد مجموعة من الخلافات بين الشركاء وصلت لحد التقاضي، تم الإنفصال بين الشريكين الرئيسيين، و تم تسمية الشركة الجديدة «أفينيتي ميديا»، وأصبح بانون حينها المدير التنفيذي للشركة. استمر بانون كرئيسًا و مديرًا تنفيذيًا لشركة «أفينيتي ميديا» من 2007 و حتى 2011. خلال هذه الأثناء، تحدث بانون في «مؤسسة استعادة الحرية» (ليبرتي ريستوريشين فاوينديشين) بأورلاندو بولاية فلوريدا، عن أزمة 2008 الإقتصادية، و عن تأثيراتها على برنامج التأمين الإجتماعي (ميدي كير) وبرنامج التأمين الصحي (ميدي كايد). كما تحدث عن فيلمه «الجيل صفر» (جينيريشين زيرو) والذي تم انتاجه في 2010.
شارك بانون في تأسيس وإدارة «معهد مساءلة الحكومة»، وهو منظمة بحثية استقصائية محافظة غير هادفة للربح، و من خلاله ساهم في تنسيق نشر كتاب «أموال كلينتون» (كلينتون كاش)، وذلك منذ تأسيسه في 2012 و حتى رحل عنه في أغسطس 2016. خلال السنوات من 2012 حتى 2015، تقاضى مبالغ بين 81 ألف دولار و 100 ألف دولار سنويا، و صرحت المنظمة بأنه عمل لصالحها 30 ساعة عمل في الإسبوع كمتوسط خلال تلك الفترة.
في عام 2015، تم تصنيف بانون رقم 19 في قائمة مدونة «ميديايت» «الـ 25 الأكثر تأثيرًا في إعلام الأخبار السياسية في 2015». «ميديايت» هي مدونة أخبار وآراء للإعلام السياسي والترفيهي.ويُعتبر أيضا ستيف بانون شخصية مؤثرة في أوساط حركة "اجعل أمريكا عظيمة مجددًا" (MAGA)، على الرغم من إقالته من منصبه خلال الولاية الأولى للرئيس الأمريكي السابق دونالد ترامب. وأُطلق سراحه في أكتوبر الماضي بعد قضائه عقوبة بالسجن لمدة أربعة أشهر بتهمة "ازدراء الكونغرس"، نتيجة رفضه الامتثال لاستدعاء للتحقيق في أحداث اقتحام مبنى الكابيتول.

## روابط خارجية
- ستيف بانون على موقع IMDb (الإنجليزية)
- ستيف بانون على موقع الموسوعة البريطانية (الإنجليزية)
- ستيف بانون على موقع روتن توميتوز (الإنجليزية)
- ستيف بانون على موقع مونزينجر (الألمانية)
- ستيف بانون على موقع إن إن دي بي (الإنجليزية)
- ستيف بانون على موقع قاعدة بيانات الفيلم (الإنجليزية)
- ستيف بانون على موقع ليتربوكسد (الإنجليزية)
- ستيف بانون على موقع كينوبويسك (الروسية)